# Sina Schielke
Sina Schielke, född den 19 maj 1981 i Herdecke, är en tysk friidrottare som tävlar i kortdistanslöpning.
Schielke blev 2000 silvermedaljör på 200 meter vid junior-VM. Hon deltog vid EM 2002 på 100 meter men blev utslagen i semifinalen. Hon ingick också i det tyska stafettlaget över 4 x 100 meter som blev silvermedaljörer efter Frankrike.
Schielke deltog även vid Olympiska sommarspelen 2004 där hon blev utslagen redan i försöken på 100 meter.

## Personliga rekord
- 100 meter - 11,16
- 200 meter - 22,78